# Rio Dumni
O Rio Dumni é um rio da Romênia, afluente do Feldrişel, localizado no distrito de Bistriţa-Năsăud.